# Euploea sinica
Euploea sinica är en fjärilsart som beskrevs av Moore 1883. Euploea sinica ingår i släktet Euploea och familjen praktfjärilar. Inga underarter finns listade i Catalogue of Life.